# Resolução 32K
A resolução 32K refere-se a uma resolução de exibição de 30720 × 17280 para uma proporção de 16:9. Isso dobra a contagem de pixels de 16K em cada dimensão, para um total de 530,8 megapixels (530.841.600 pixels), 4x mais pixels do que a resolução 16K. Tem 16 vezes mais pixels que a resolução 8K, 64 vezes mais pixels que a resolução 4K e 256 vezes mais pixels que a resolução 1080p.
Existem planos de diferentes grupos para começar a implementar a tecnologia 32K. Embora existam algumas câmeras que podem gravar em resolução 32K, resolução 8K ainda não tem uso tão difundido quanto 1080p e 4K. Há menos de 3% das televisões usando 8K e praticamente nenhuma usando 16K. Dois fatores limitantes em 32K são a resolução da tela e a capacidade da CPU / GPU.

## História

### Desenvolvimento
Em 2018, a Sony instalou uma tela de 16K na frente de uma loja de cosméticos em Yokohama, ao sul de Tóquio. A tela widescreen de 19 metros é considerada a maior tela de 16K até o momento. A empresa está trabalhando no desenvolvimento de um monitor 32K.
Atualmente, é possível executar resoluções de 32K usando configurações de vários monitores com AMD Eyefinity ou Nvidia Surround usando 16 TVs ou monitores 8K. No entanto, esse tipo de configuração é caro e difícil de implementar. Nenhum display ou monitor individualmente capaz de exibir uma resolução de 32K está disponível para o mercado consumidor ainda.

### Tecnologia

#### Câmeras
Câmera Dalsa 32K CLHS de Super Resolução

## Edição
Atualmente, apenas o DaVinci Resolve 17 da Blackmagic Designs oferece suporte à edição em resolução 32K.